# Robert Adams (Fotograf)

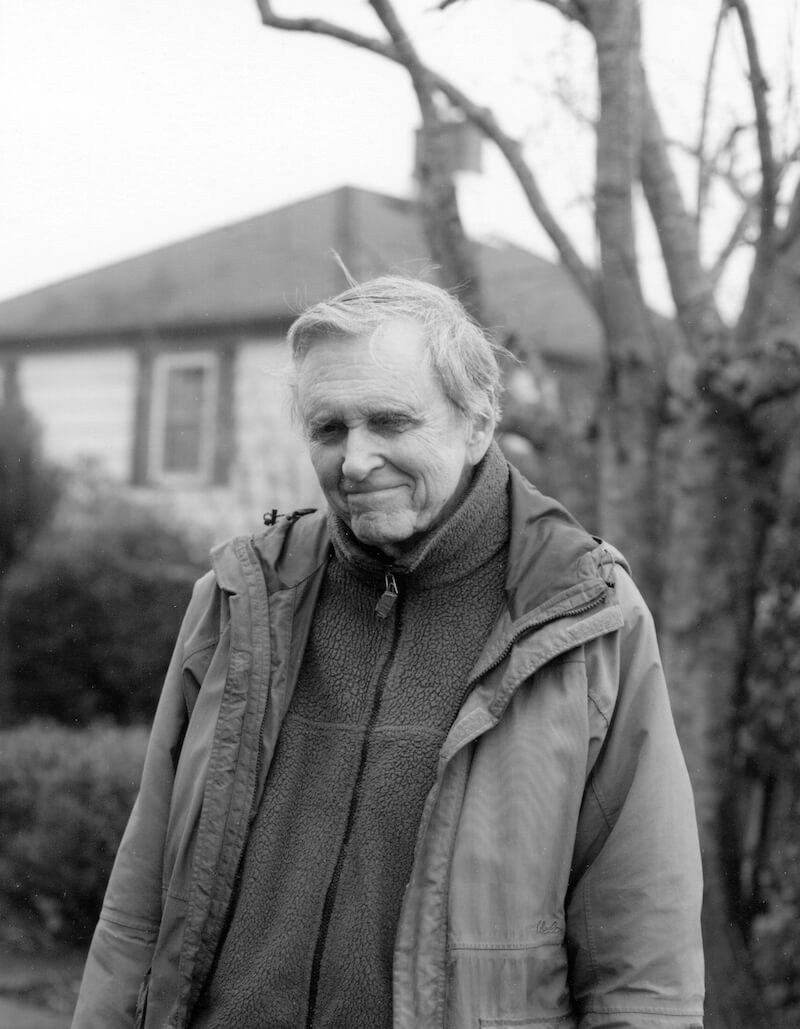
Robert Adams (2022)

Robert Adams (* 8. Mai 1937 in Orange, New Jersey) ist ein US-amerikanischer Fotograf.

## Leben
Adams wuchs in New Jersey, Wisconsin und Colorado auf. Im Alter von 25 Jahren begann er zu fotografieren, arbeitete in dieser Zeit aber zunächst als Englischlehrer an einem College und nutzte seine Sommerferien für erste Arbeiten. Adams schloss sein Studium der Englischen Literatur an der University of Redlands in Kalifornien 1955 mit einem Bachelor ab. 1965 wurde an der University of Southern California promoviert.
Seine ersten Motive waren frühe Prärie-Kirchen und die Zeugnisse hispanischer Kunst in den USA. Er lebte eine Zeit lang mit seiner schwedischen Frau in Skandinavien, entschloss sich dann jedoch, zu der komplexen Geographie des Nordamerikanischen Kontinents fotografisch zu arbeiten. In den 1970er und 1980er Jahren entstanden daraufhin die Fotobücher The New West, Denver, What We Bought und Summer Nights, die sich mit den unkontrolliert expandierenden Vororten in Colorado und dem dadurch bedingten Landschaftswandel beschäftigen.
Er lebt und arbeitet in Oregon.

## Auszeichnungen
- John D. and Catherine T. MacArthur Foundation Award (1994)
- SPECTRUM, Internationaler Preis für Fotografie der Stiftung Niedersachsen (1995)
- Deutsche Börse Photography Prize (2006)
- Hasselblad Foundation Award (2009)
- Peer Award von Friends of Photography

## Publikationen
- White Churches of the Planes. Examples from Colorado. Colorado Associated University Press, Boulder (Colorado) 1970.
- The Architecture and Art of Early Hispanic Colorado. Colorado Associated University Press, Boulder (Colorado) 1974.
- The New West. Landscapes Along the Colorado Front Range. Colorado Associated University Press, Boulder (Colorado) 1974.
  - The New West – Landscapes Along the Colorado Front Range. Verlag der Buchhandlung Walther König, Köln 2000, ISBN 3-88375-461-7.
  - Neuauflage mit einem Vorwort von John Szarkowski: Steidl, Göttingen 2016, ISBN 978-3-86930-900-2.[3]
- From the Missouri West (1980)
  - Neuauflage: Steidl, Göttingen 2018, ISBN 978-3-95829-168-3
- Our Lives and Our Children (1984)
- Summer Nights (1985)
- Los Angeles Spring (1986)
- West From Columbia (1995)
- Turning Back (2005)
- Time Passes. Steidl, Göttingen 2007, ISBN 978-2-86925-078-9
- Denver. A Photographic Survey of the Metropolitan Area, 1970–1974. New Haven 2009.
- The Place We Live. A Retrospective Selection of Photographs, 1964–2009 (3 Bände; Katalog zur Sonderausstellung vom 30. Juni bis 29. September 2013 mit Texten von John Szarkowski, Jock Reynolds, Joshua Chuang u. a.), New Haven 2011.

## Ausstellungen
- Museum of Modern Art, New York (1979)
- Philadelphia Museum of Art (1989)
- Denver Art Museum (1993)
- Yale University Art Gallery, New Haven (2002)
- San Francisco Museum of Modern Art (2005)
- Josef Albers Museum - Quadrat Bottrop: Robert Adams: The Place We Live. Retrospektive des fotografischen Werks (2013)[4]